# Lisie Góry
Lisie Góry – kolonia w Polsce położona w województwie lubelskim, w powiecie biłgorajskim, w gminie Frampol.
W latach 1975–1998 miejscowość administracyjnie należała do województwa zamojskiego.